# Zofia Zinserling
Zofia Zinserling (ur. 1933) – tłumaczka książek z jęz. angielskiego, działająca od 1975 roku. Przełożyła kilkadziesiąt utworów, w tym wiele romansów.

## Przekłady
- Henry James Europejczycy
- George Orwell Birmańskie dni
- Stephen King Lśnienie
- Elia Kazan Mordercy
- Nancy Mitford Zelda
- Philip Roth Przeciwżycie
- Horace McCoy Czyż nie dobija się koni?
- Judith Krantz Tylko Manhattan
- Peter Mayle Zawsze Prowansja
- Ross Macdonald, Ruchomy cel